# کلیسای جامع میلان
کلیسای جامع میلان یا کلیسای دومو (ایتالیایی: Duomo di Milano [ˈdwɔ:mo di miˈla:no]; زبان لومبارد: Domm de Milan آی‌پی‌ای: [ˈdɔm de miˈlã]) یک کلیسای جامع در شهر میلان، ایتالیا است که به مریم تقدیم شده‌است. این کلیسا، اسقف‌نشین شهر میلان است و هم‌اکنون آنجلو اسکولا اسقف آن است.  این کلیسا پس از کلیسای سن پیترو دومین کلیسای بزرگ ایتالیا است و سومین کلیسای بزرگ در جهان محسوب می‌شود.

## نگارخانه

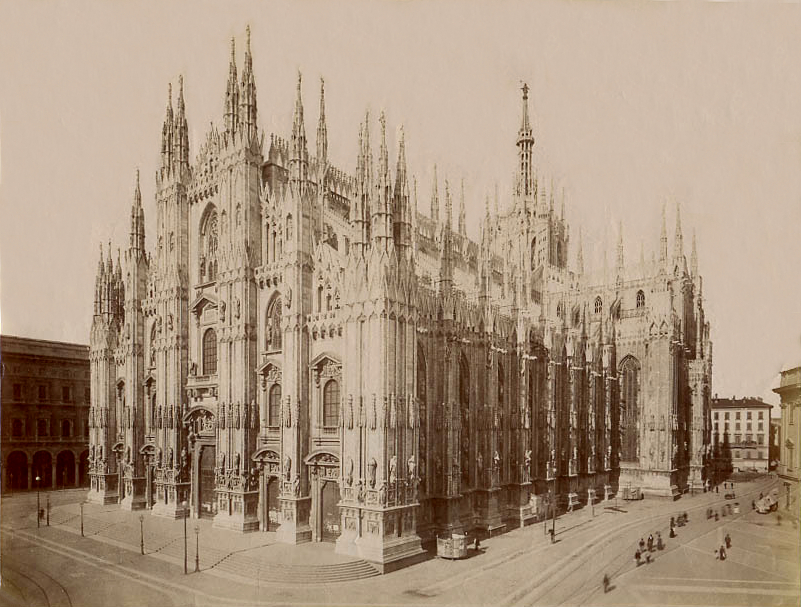
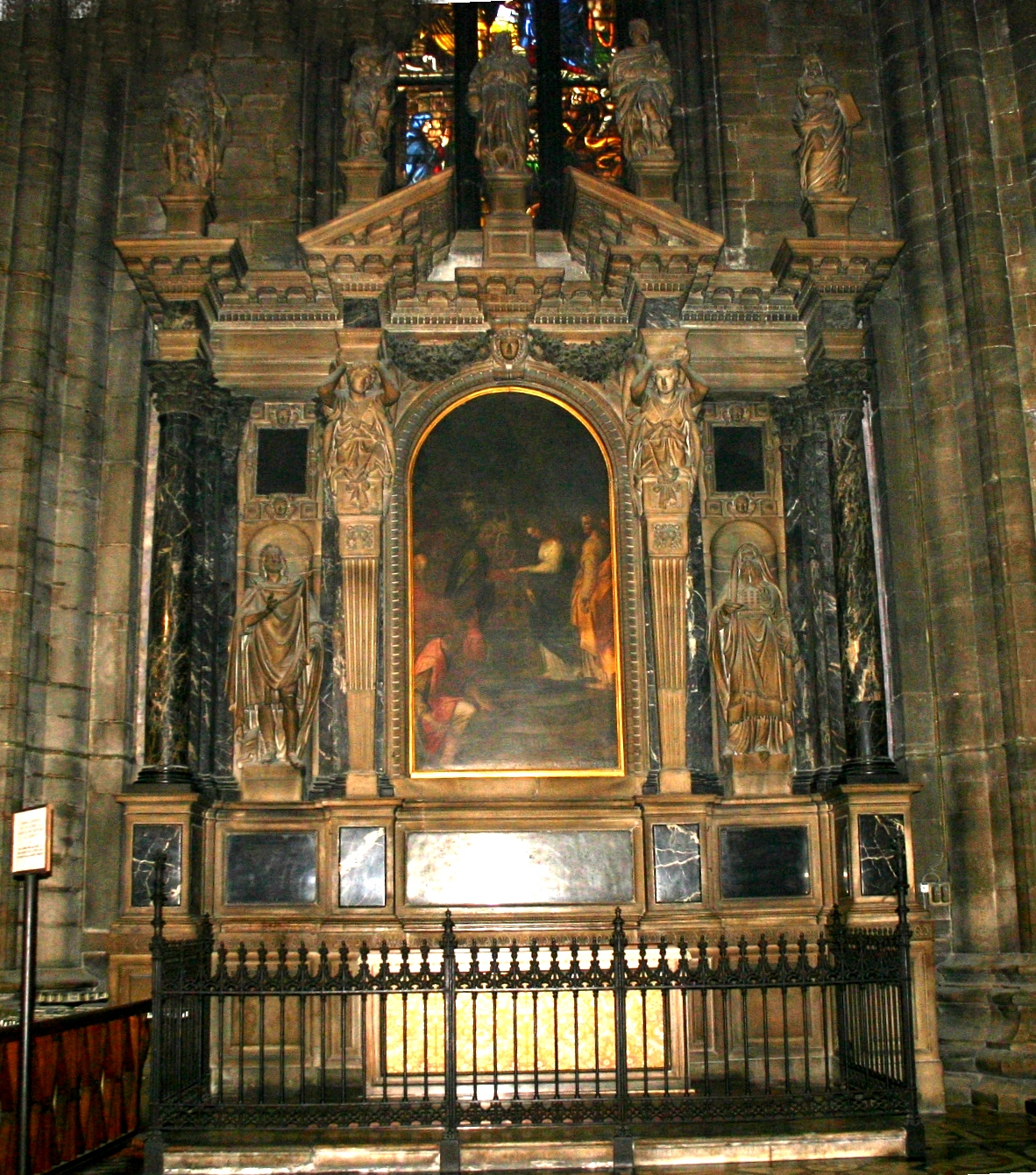
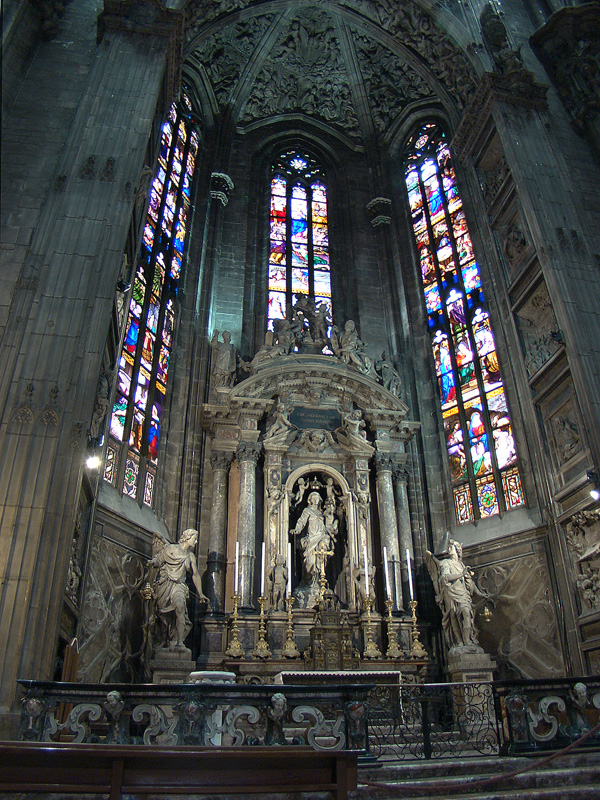
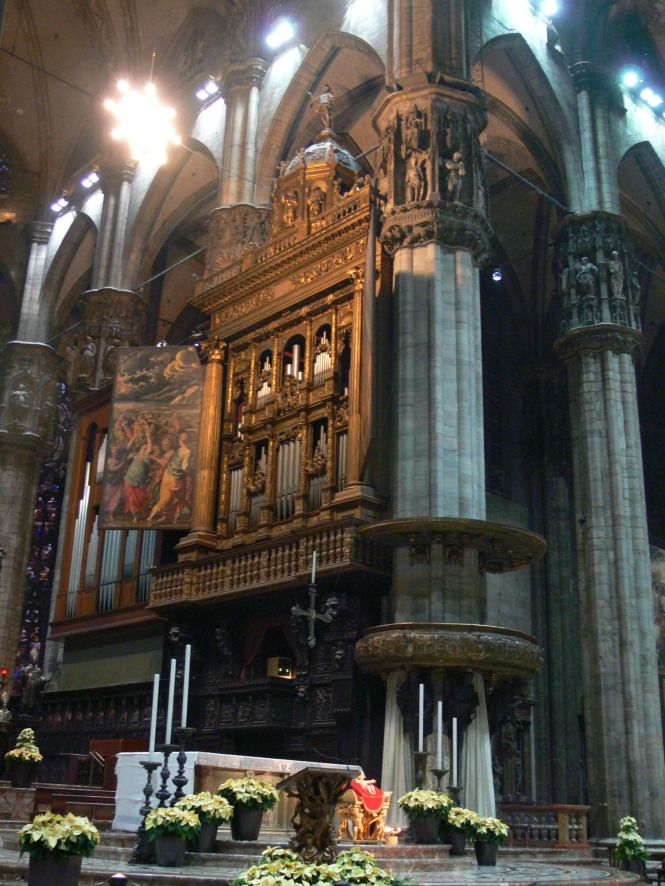
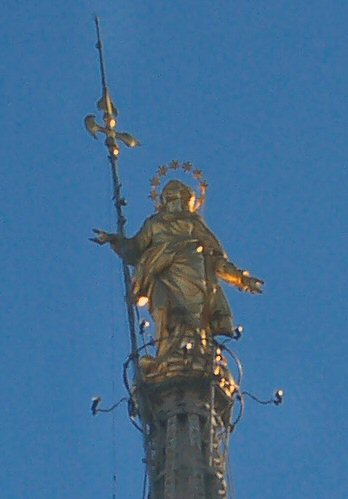
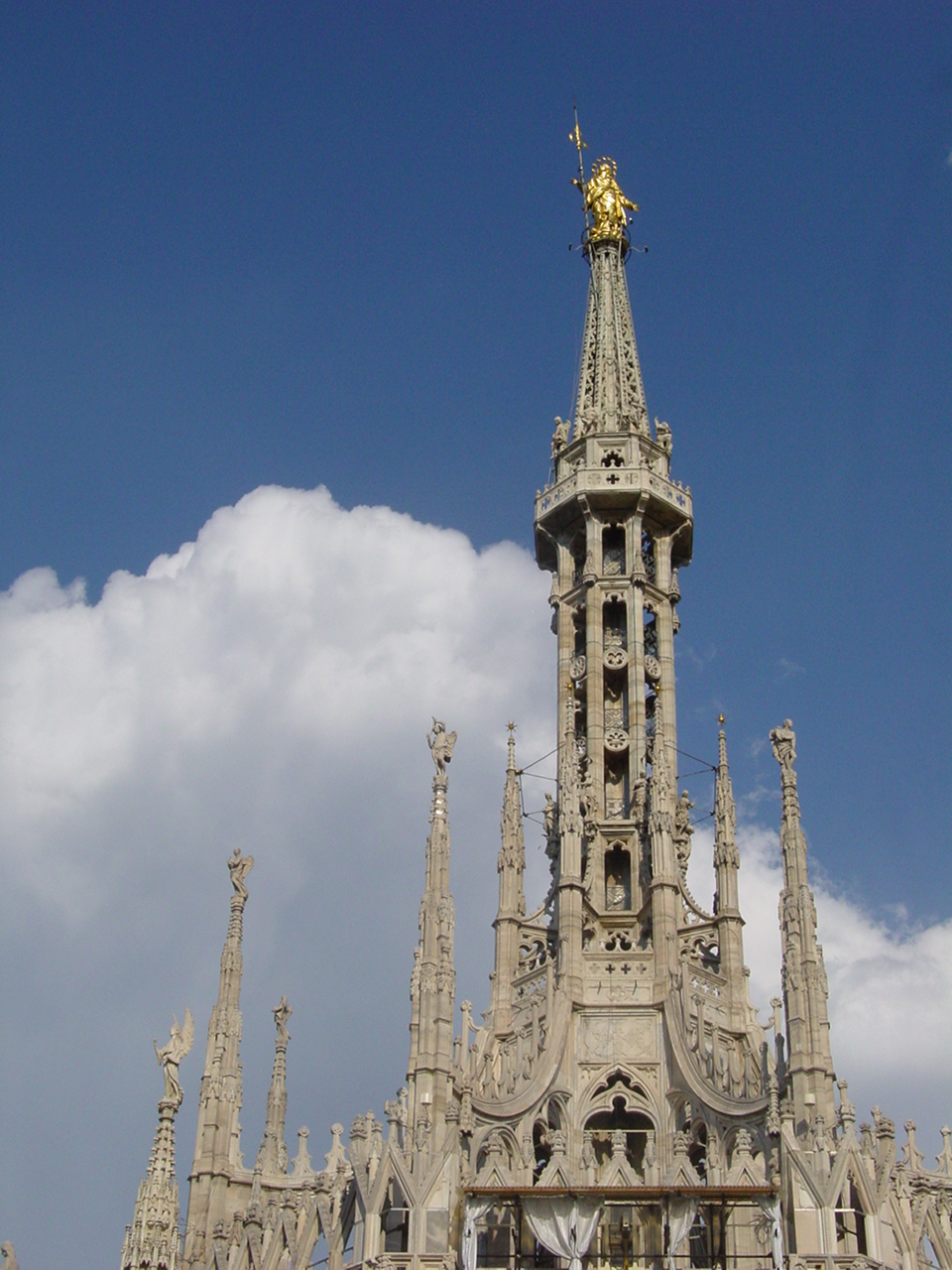
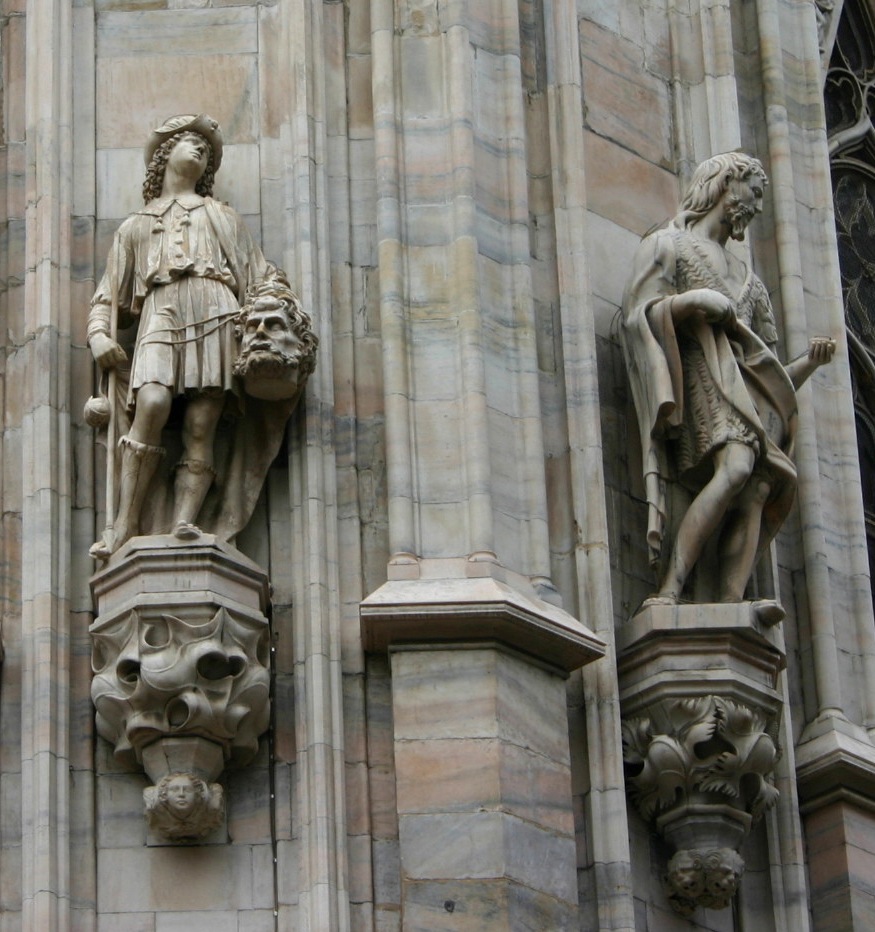
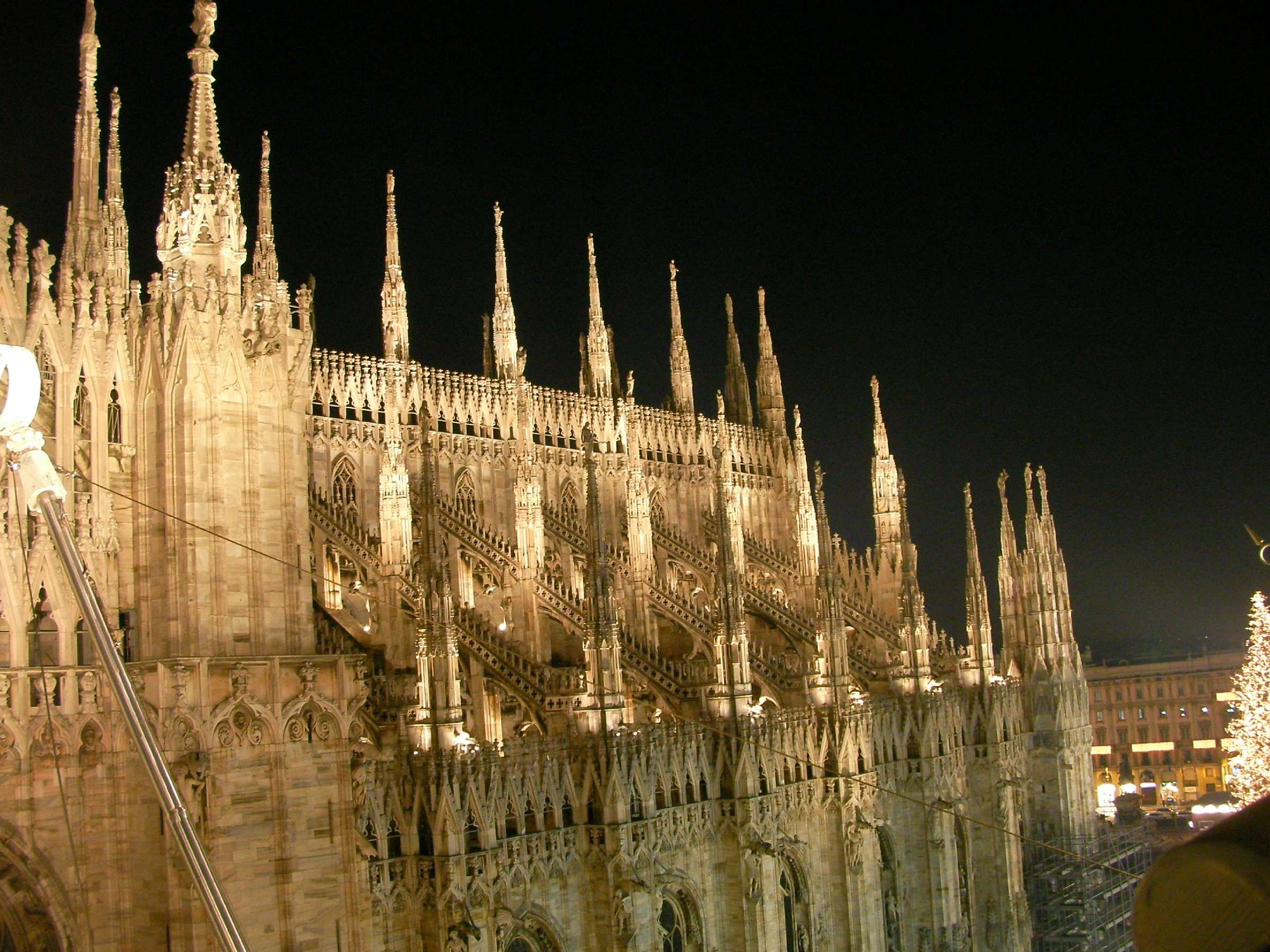